# Bill Bailey

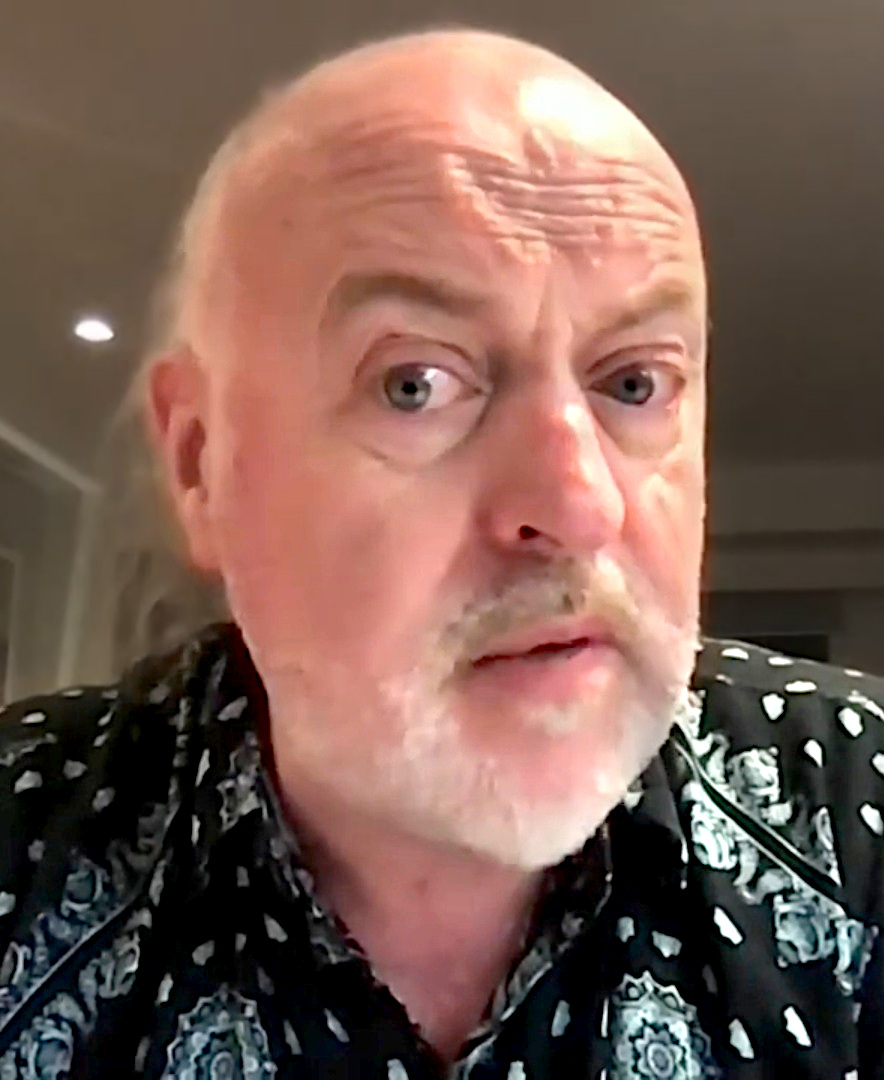
Bill Bailey im Jahr 2021

Mark Robert „Bill“ Bailey (* 13. Januar 1965 in Bath) ist ein englischer Komiker, Musiker und Schauspieler. Bekannt wurde er vor allem durch seine Rolle in der britischen Sitcom Black Books. Im Observer wurde er 2003 als eine der 50 lustigsten britischen Personen aufgelistet.

## Leben
Bailey wurde als Sohn eines Arztes und einer Oberschwester in Bath geboren. Den Großteil seiner Kindheit verbrachte er in Keynsham, einer Stadt zwischen Bath und Bristol in Südwestengland. Zwar wurden seine schulischen Leistungen an der King Edward’s School in Bath im Alter von 15 durch die Mitgliedschaft in der Schulband Behind Closed Doors beeinträchtigt, jedoch belegte er als einziger an seiner Schule Musik in seinem A-Level (Abitur) und schloss herausragend (sehr gut) ab. Der Spitzname „Bill“ wurde durch einen Musiklehrer geprägt, da Bailey das Lied „Bill Bailey, Won’t You Please Come Home?“ hervorragend auf der Gitarre spielen konnte. Ein Anglistikstudium am Westfield College der Universität London brach er nach einem Jahr ab, erhielt aber am London College of Music der University of West London ein Associateship Diploma. 2018 verlieh ihm die University of Bath die Ehrendoktorwürde.

## Filmografie (Auswahl)
Filme:

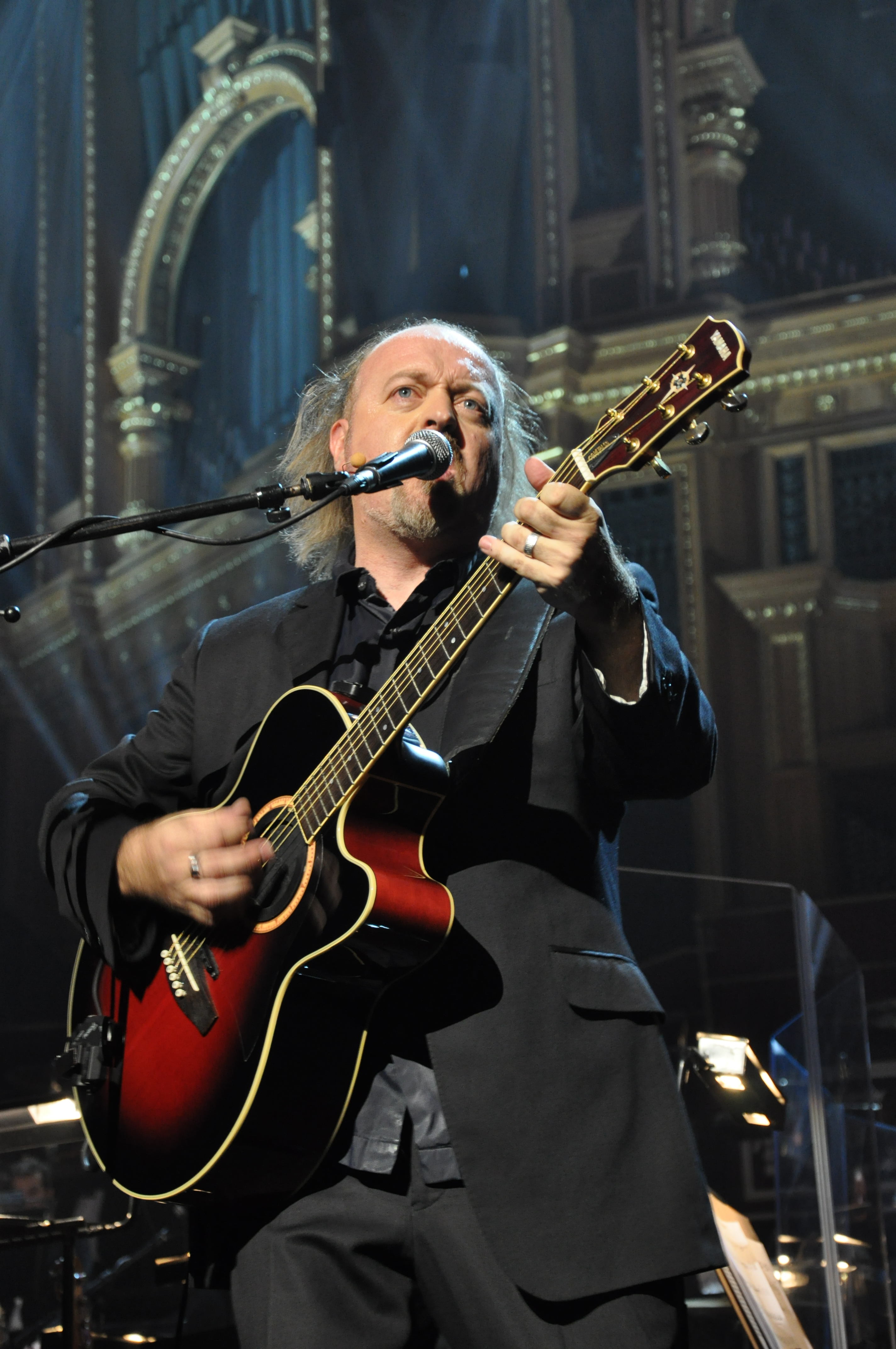
Bill Bailey 2008 bei einem Konzert in der Royal Albert Hall

- 2000: Grasgeflüster (Saving Grace)
- 2004: The Libertine (Cameo)
- 2005: Per Anhalter durch die Galaxis (The Hitchhiker’s Guide to the Galaxy, Sprechrolle)
- 2007: Hot Fuzz – Zwei abgewichste Profis (Hot Fuzz)
- 2007: Run, Fatboy, Run (Cameo)
- 2010: Burke & Hare
- 2010: Eine zauberhafte Nanny – Knall auf Fall in ein neues Abenteuer (Nanny McPhee and the Big Bang)
- 2011: Powder Girl (Chalet Girl)

Fernsehen:
- 1996: Asylum
- 1998: Is It Bill Bailey?
- 1999–2001: Spaced
- 2000–2004: Black Books
- 2002–2008: Never Mind the Buzzcocks
- 2008: Skins – Hautnah (Skins UK)
- 2009–2012: Hustle – Unehrlich währt am längsten (Hustle, drei Episoden)
- 2010: Bill Bailey’s Birdwatching Bonanza
- 2011: Doctor Who (eine Episode)
- 2019: Inspector Barnaby (Midsomer Murders) Fernsehserie, Staffel 20, Folge 3: Was geschah wirklich auf Schloss Argo? (Drawing Dead)

## Tourneen
- Cosmic Jam (1995)
- Bewilderness (2001)
- Part Troll (2004)
- Steampunk (2006) (Edinburgh Festival)
- Tinselworm (2008)
- Bill Bailey Live (2008–2009) (Theatertournee teilweise mit Inhalten des vorigen Programms Tinselworm)
- Remarkable Guide to the Orchestra (2009)
- Dandelion Mind (2010)
- Dandelion Mind – Gently Modified (2011)
- Qualmpeddler (2012–2013)[8]
- Limboland (2015–2016)
- En Route To Normal (2022 – geplant für 2021)
- Thoughtifier (2024)

## DVD-Veröffentlichungen
| Titel                             | Veröffentlicht    | Anmerkungen                             |
| --------------------------------- | ----------------- | --------------------------------------- |
| Bewilderness                      | 12. November 2001 | Live at Swansea’s Grand Theatre         |
| Part Troll                        | 22. November 2004 | Live at London’s HMV Hammersmith Apollo |
| Cosmic Jam                        | 7. November 2005  | Live at London’s Bloomsbury Theatre     |
| Tinselworm                        | 10. November 2008 | Live at London’s Wembley Arena          |
| Remarkable Guide to the Orchestra | 23. November 2009 | Live at London’s Royal Albert Hall      |
| Dandelion Mind                    | 22. November 2010 | Live at Dublin’s The O2                 |
| Qualmpeddler                      | 18. November 2013 | Live at London’s HMV Hammersmith Apollo |